# Hyperion (computador)
O Hyperion, ao lado do Compaq Portable, é considerado como um dos primeiros clones de PC portáteis. Todavia, embora tenha surgido antes do Compaq Portable, não é considerado um clone autêntico, pois seu grau de compatibilidade era de apenas 95%.

## História
O Hyperion foi comercializado pela Infotech Cie de Ottawa, Canadá, uma subsidiária da Bytec Management Corp., que adquiriu a fabricante Dynalogic em janeiro de 1983. Neste mesmo mês, o computador começou a ser vendido por C$ 4995, dois meses antes do Compaq Portable. A máquina possuía 256 KB de RAM, dois acionadores de disquete de 360 KiB, 5" 1/4, uma placa de vídeo compatível tanto com CGA quando com HGC, monitor monocromático embutido âmbar de 7", modem de 300 bps e até mesmo um acoplador acústico. A máquina era fornecida com uma versão do MS-DOS denominado H-DOS e programas de edição de texto, banco de dados e software do modem. Embora o Hyperion pesasse 8,2 kg, ou cerca de 2/3 do peso do Compaq, não era tão confiável quanto IBM PC compatível e foi descontinuado pouco menos de dois anos depois.

## Características
| UCP           | Intel 8086 em 4,77 MHz                                                                                  |
| RAM           | 256 KiB(base)—640 KiB (máxima)                                                                          |
| VRAM          | 16 KiB                                                                                                  |
| ROM           | 8 KiB                                                                                                   |
| Teclado       | mecânico, 83 teclas, com teclado numérico reduzido                                                      |
| Display       | monitor monocromático de 7" embutido; texto: 40×25 ou 80×25; gráficos: 320×200, 640×200, 640×400 pixels |
| Som           | alto-falante interno                                                                                    |
| Portas        | saída de vídeo, porta paralela, porta RS232, porta de expansão                                          |
| Armazenamento | 2 acionadores de disquete de 5" 1/4, 360 KiB cada                                                       |

## H-DOS
Uma das características marcantes e historicamente significativas do H-DOS era que ele apresentava um sistema de menus simples. As teclas de F1  a F5 sob a tela de 7" correspondiam a cinco opções de menu exibidas na parte inferior do vídeo. Este menu era sensível ao contexto e economizava tempo na digitação de comandos do DOS. Todos, menos os comandos pouco utilizados, ficavam disponíveis como opções no menu de teclas de função. Esta interface de usuário era comparável aos de muitos programas DOS shell disponíveis na época, mas funcionavam de modo mais eficiente devido ao conceito de teclas de função associadas.
As teclas de função também foram usadas nos demais softwares vendidos com o Hyperion, onde igualmente eram usadas para selecionar opções de comando em menus sensíveis ao contexto.